# Giulia Innocenzi
Giulia Innocenzi (Rimini, 13 febbraio 1984) è una conduttrice televisiva italiana.
Si occupa di inchieste giornalistiche nelle aree sociali di degrado, soprattutto nel mondo giovanile, e negli allevamenti animali.

## Biografia
Figlia di un imprenditore operatore turistico, proprietario di diversi alberghi di alta categoria, frequenta il liceo scientifico di Rimini per poi trasferirsi a Roma, dove si laurea in scienze politiche alla LUISS. Nel 2007 lavora presso il Parlamento europeo a Bruxelles e presso l'Associazione Luca Coscioni e per i Radicali Italiani.
Nel settembre 2008 si candida come segretario dei Giovani Democratici del Partito Democratico. Diventa membro di giunta dei Radicali Italiani e coordinatrice Studenti Coscioni. Dal 2008 al 2009 conduce Punto G su RED TV. Successivamente si occupa di Generazione Zero, lo spazio dedicato ai giovani della trasmissione Annozero. Sempre nel 2008 diventa responsabile italiana di Avaaz.org. Dopo Annozero, viene confermata da Michele Santoro nello staff di Servizio pubblico. Inoltre è presidente dell'omonima associazione relativa al programma televisivo. Cura un proprio blog e scrive per il Fatto Quotidiano.
Nel maggio 2011 pubblica il romanzo Meglio fottere (che farsi comandare da questi) con Editori Internazionali Riuniti. A febbraio 2012 pubblica il libro-intervista a Margherita Hack La stella più lontana (Transeuropa Edizioni). Nell'ottobre 2013 è bocciata alla prova scritta dell'esame di Stato per l'iscrizione all'albo dei giornalisti. Dal 2014 al 2015 ha condotto su LA7 il talk politico Announo. A ottobre 2016 pubblica con Rizzoli Tritacarne, libro denuncia sugli allevamenti intensivi italiani. Dal 2017 torna in televisione con il programma Animali come noi, in onda in seconda serata su Rai 2 per 6 puntate. Dal 28 giugno 2017 al 2 febbraio 2018 è direttrice editoriale della testata online Giornalettismo. Collaborava al programma televisivo Le Iene, dove si occupava di aggiornamenti e sviluppo dei servizi e nella stagione TV 2022/2023 ha prodotto servizi "animalisti" per Report su Rai 3.

## Opere
- Meglio fottere (che farsi comandare da questi), Editori Internazionali Riuniti, 2011
- La stella più lontana, intervista a Margherita Hack, Transeuropa edizioni, 2012 (curatrice)
- Tritacarne. Perché ciò che mangiamo può salvare la nostra vita. E il nostro mondo, Rizzoli, 2016. ISBN 9788817090155
- VacciNazione. Oltre ignoranza e pregiudizi, tutto quello che davvero non sappiamo sui vaccini in Italia, Baldini e Castoldi, 2017. ISBN 978-8893880619

## Filmografia
- Food for Profit, regia di Giulia Innocenzi e Pablo D'Ambrosi (2024)